# IC 807
IC 807 — галактика типу E-S0 (еліптична спіральна галактика) у сузір'ї Ворон.
Цей об'єкт міститься в оригінальній редакції індексного каталогу.